# سالي هوبارت الكسندر
سالي هوبارت الكسندر (بالإنجليزية: Sally Hobart Alexander) هي كاتِبة وكاتبة للأطفال أمريكية، ولدت في 1943.